# Christian Tortora
Christian Tortora, né le 5 décembre 1943 dans le 3e arrondissement de Lyon en France, est un journaliste sportif français spécialisé dans la Formule 1 et commentateur pour le réseau de télévision TVA Sports. Il a couvert sur place plus de 500 Grands Prix, et a été commentateur pendant de nombreuses années pour la chaîne de télévision RDS.

## Biographie

### Enfance
Christian Tortora naît à Fourvière dans la ville de Lyon le 5 décembre 1943, fils d'un postier et d'une couturière issus de Nice et ayant déménagé à Lyon temporairement à la suite d'un changement d'affectation. Ils retournent à Nice, puis, à la suite de la séparation de ses parents, Christian Tortora déménage à Bordeaux avec sa mère pour ensuite, plus tard, retourner dans la ville natale de ses parents. Il passe son baccalauréat en mécanique et décroche un diplôme dans l'enseignement.

### La voie de la chanson
Chantant à la radio dans un cirque d'hiver, il se fait remarquer par Roland Berger, un découvreur de jeunes talents comme Johnny Hallyday, Dalida et plusieurs autres, qui l'engage comme chanteur à Paris sous le pseudonyme de Christian Régis, au début en interprétant des chansons empruntées à d'autres chanteurs. Il forme ensuite son propre groupe qui est baptisé Les Caleçons Longs,. Cette partie de carrière s'est étendue sur une période d'environ sept ans et il a enregistré trois disques pour Barclay et Philips.

### Le départ vers le Québec
Pendant cette période, vivant au gré du temps, n'ayant pas le sou, il rencontre à Paris Marcel Béliveau qui le persuade de venir au Québec,. Tortora débarque au Québec à l'âge de 23 ans, vers 1967, sans sa femme et ses enfants qui le rejoindront plus tard. Puis il trouve un travail dans un garage grâce à son diplôme de mécanique et peut faire venir sa femme et ses enfants ; ils s'installent à Montréal. Il travaille la journée et réussit, par le truchement d'un ami, à enseigner la mécanique à Granby à des élèves le soir. Avec ces deux emplois, il peut se renflouer financièrement.
Il s'intéresse au sport automobile grâce à un ami monégasque, pilote automobile, qui se trouvait au Québec. Il commence à arpenter les différents circuits québécois et voit pour la première fois en 1977 au Lac-Saint-Jean Gilles Villeneuve, qui deviendra son ami. Lors d'une course au Mont-Tremblant, il doit remplacer Marcel Béliveau au micro de la station radio CKAC pour y commenter l'épreuve. Il commente les courses suivantes, de Formule Atlantique, et réalise plusieurs entretiens avec Gilles Villeneuve, qui est l'un des participants.

### Carrière de journaliste

#### La Formule 1
Tortora commence sa carrière professionnelle de commentateur de Formule 1 en mars 1978 au Grand Prix d'Afrique du Sud sur le circuit de Kyalami. Il débute au micro de la station CJMS, avant de rejoindre en 1989 la chaîne de télévision RDS où il complète le duo de commentateurs formé par Pierre Houde et Bertrand Houle qui opèrent en studio à Montréal, lui étant sur le site des Grands Prix,. Il commente également les courses sur Radio Monte Carlo dans le courant des années 1990 et coopère aussi avec La Presse, la station de radio CKAC et le groupe Quatre Saisons (TQS),. En 2017, il ne renouvelle pas son contrat avec RDS à la suite d'un désaccord salarial, et commente ponctuellement le Grand Prix du Canada pour la radio montréalaise 91.9 Sports. 
En 2018, après 40 ans de métier, il compte plus de 500 Grands Prix couverts sur place. A cette date, il rejoint la chaîne de télévision TVA Sports.

#### Autres sujets
En début de carrière, il fait également plusieurs reportages sur des sujets autres que la Formule 1, couvrant de petits événements mais aussi des événements internationaux comme l'attentat contre le Pape ou la guerre au Liban. Il officie également lors du  séisme d'El Asnam (Algérie) de 1980, qui cause de nombreuses victimes. En 1981, le prix Charles Edwards récompense l'un de ses reportages sur ce séisme, passé sur Radiomutuel,.

## Ouvrages
- Christian Tortora, Le dernier virage - 5 ans avec Gilles Villeneuve, Montréal, Les Éditions Quebecor, 1982, 155 p. (ISBN 978-2-890-89155-5)
- Christian Tortora et Martine Camus, F1, mes coups de cœur, mes coups de gueule, Montréal, Les Éditions La Presse, 2006, 192 p. (ISBN 2-923194-25-X)

## Prix et récompenses
- Prix Charles Edwards (Canada) en 1981